# 川嶋朋子
川嶋 朋子（かわしま ともこ、1973年3月4日 - ）は、日本の女優。本名は同じ。血液型はO型。
大阪府出身。武蔵野美術大学卒業。オフィスマミに所属していた。身長162cm。

## 来歴・人物
十代の頃より女優として、テレビドラマ、映画などで活躍。映画『女帝』（2000）では初めての悪役を演じた。テレビドラマでは昼ドラマ『真珠夫人』（2002）に出演した。

## 出演

### テレビドラマ
- 映画みたいな恋したい 「麗しのサブリナ」（1991年、テレビ東京）
- 世にも奇妙な物語 春の特別編 (1991年) 「偶然やろ?」（1991年、フジテレビ）
- 愛さずにいられない（1991年日本テレビ毎週水曜22:00放送）
- 愛はどうだ（1992年、TBS）
- 特捜ロボ ジャンパーソン 第17話「初公開JP基地」- 第50話「JPよ永遠に」（1993年 - 1994年、テレビ朝日） - 三枝かおる
- 新空港物語（1994年、テレビ朝日） - 八巻澄子
- 新幹線'97恋物語 第3話「ストーカーの女」（1997年、TBS）
- ウイークエンドドラマ・幻想ミッドナイト 第八夜「四〇九号室の患者」（1997年、テレビ朝日）
- そして誰かいなくなった（1997年、TBS）
- 月曜ドラマスペシャル・ご存じ!サウナの玉三郎2!!（1997年、TBS）
- きらきらひかる（1998年、フジテレビ）
- 土曜ワイド劇場（テレビ朝日）
  - 牟田刑事官事件ファイル25（1998年） - 岸川ユリ
  - ドクVSデカ2（2004年）
- ウルトラマンガイア（1998年 - 1999年、毎日放送） - 稲城美穂
- ブースカ! ブースカ!! 第14話「泡手刑事お見合いでプー」（2000年、テレビ東京）
- 火曜サスペンス劇場・取調室11（2000年、日本テレビ）
- 真珠夫人（2002年、東海テレビ） - 佐久間頼子
- ダムド・ファイル シーズンI 第7話「埠頭 港区」（2003年、名古屋テレビ）
- ウルトラマンネクサス（2004年 - 2005年、CBC） - 佐久田恵

### 映画
- 満月のくちづけ（1989年） - 平野麻美
- 遊びの時間は終らない（1991年）
- 釣りバカ日誌7（1994年）
- ガメラ3 邪神覚醒（1999年） - 渋谷のOL
- 手紙（2002年） - 田所加奈子

### オリジナルビデオ
- かっとびブギ2 フラットアウト・ベイビー（1993年）
- 難波金融伝・ミナミの帝王4（1994年）
- 攻略王2 爆発御礼!データ攻略打法（1999年）
- 現金狩り 最終出口（1999年）
- 釣王 フィッシング・キング（2000年）
- フィッシングキング 幻のモンスター・ブラウン編（2000年）
- 裏ゼニ学 法の穴商売（2000年）
- 裏ゼニ学2 なにわ金法廷（2000年）

### 舞台
- お侠